# Małgorzata Czajczyńska
Małgorzata Czajczyńska (ur. 19 lipca 1981 w Gorzowie Wielkopolskim) – kajakarka, olimpijka z Aten 2004, zawodniczka MKKS Gorzów Wielkopolski.
Studentka AWF w Poznaniu na Zamiejscowym Wydziale Kultury Fizycznej w Gorzowie Wielkopolskim.
Obecnie trenerka AWF AZS GORZÓW WLKP. sekcji wioślarskiej.

## Osiągnięcia
- 1999
  - 3. miejsce w mistrzostwach świata juniorów w konkurencji K-2 500 m
- 2002
  - 3. miejsce w mistrzostwach Europy do lat 23 w konkurencji K-4 500 m
  - 3. miejsce w mistrzostwach Europy do lat 23 w konkurencji K-2 500 m
  - 3. miejsce w mistrzostwach Europy do lat 23 w konkurencji K-2 1000 m
- 2004
  - 4. miejsce na igrzyskach olimpijskich w konkurencji K-4 500 m